# Hydrovatus parallelipennis
Hydrovatus parallelipennis är en skalbaggsart som beskrevs av Régimbart 1895. Hydrovatus parallelipennis ingår i släktet Hydrovatus och familjen dykare. Inga underarter finns listade i Catalogue of Life.